# 岩洞镇
岩洞镇，是中华人民共和国贵州省黔东南苗族侗族自治州黎平县下辖的一个乡镇级行政单位。

## 行政区划
岩洞镇下辖以下地区：
岩洞社区、岩洞村、新洞村、竹坪村、摆孖村、岑卜村、述洞村、大寨村、小寨村、宰拱村和高掌村。

## 中国传统村落
- 2012年12月，竹坪村被评为首批“中国传统村落”。
- 2013年8月，大寨村、小寨村被评为第二批中国传统村落。